# HEY!たくちゃん
HEY!たくちゃん（ヘイ!たくちゃん、本名：藤谷 拓廊（ふじや たくろう）、1981年7月2日 - ）は、日本のものまねタレント・料理人・実業家。
北海道小樽市出身。ケイダッシュステージ所属。浦和市立常盤中学校（現：さいたま市立常盤中学校）、埼玉県立上尾南高等学校、聖学院大学、東京整体専門学院卒業（3期生）、ワタナベコメディスクール1期生。

## 経歴
- 2000年8月、村田渚と佐野忠宏（現・コトブキツカサ）によるトークライブの“前説”としてデビュー。当時は村田渚命名のなごり雪として活動していた。
- 2001年から2002年頃、ほぼ素人として日本テレビの『今夜はプネ・プネ』のギャグオーディションコーナー、『世代密林〜ジェネレーションジャングル』の討論コーナー出演。
- 2004年10月5日放送のテレビ東京『元祖!70人ものまねそっくりグランプリ』内で、ものまねレパートリーの1人である山寺宏一と初対面。その数か月後から事務所所属当初までやまちゃんという芸名だった。
- 2009年7月31日開催の『第2回 最笑級 お笑いサマーグランプリ!!』で第1回優勝者のくじら等を抑え、優勝を飾る。
- 2010年5月3日放送のTBS『全種類。』若手ものまね芸人レパートリー王に選ばれる。
- 2010年7月、高田馬場・早稲田・目白の地域密着メディア（ポータルサイト＆マガジン）『JIMORE』（ジモア）の宣伝隊長に就任[1]。
- 2010年10月、フジテレビ『うまプロ!』天皇賞・秋 前夜祭で第4回 C-1グランプリ 競馬実況芸人No.1決定戦初登場で優勝。
- 2011年11月6日、『東京ラーメンショー2011』の「NRA杯 ラーメンコンテスト バトプリ2011（ラーメン店主志望者を発掘し、独立出店を応援するプロジェクト）」で優勝。玄人やセミプロが多く出場する中、本名で参戦し唯一のアマチュアながら高得点を獲得。2011年11月7日付『スポーツ報知』社会面に大きく掲載された。
- 2012年9月29日に東京・渋谷に自分のラーメン店「鬼そば藤谷」を開店。[2]
- 2016年、『大つけ麺博2016』ラーメン部門優勝[3]。
- 2018年10月、大つけ麺博のラーメン日本一決定戦において、投票と引き換えに500円の牛スジ煮込みを無料で提供していたことが発覚し、不正行為として失格処分となった[4][5][6]。
- 2019年、ニューヨーク最大のラーメン世界大会にて歴代最大評価1371票を得て優勝[7]。
- 2017年、自ら監修するカップラーメン「鬼塩ラーメン」を[8]、2018年に同じくカップラーメン「赤い鬼塩ラーメン」を[9]、2019年に同じくカップラーメン「濃厚蟹だし味噌らぁ麺」をそれぞれ寿がきやより発売[10]。
- 2023年9月22日、渋谷にある自分のラーメン店「鬼そば藤谷」の入るビルが火災に遭い、店は営業停止[11]。火災に遭った店舗を解約し移転を検討した[12]後、東京・浅草に移転が決定[13]。
- 2025年3月 「鬼そば藤谷」を秋田県大仙市の道の駅なかせんに移転[14]

## エピソード
- 20年近くうまい棒を愛し続け、年に1回『うまい棒感謝祭』というイベントの司会を毎年している[15]。
- 2006年3月22日放送の日本テレビ系『ものまねバトル』の「ものまねスター誕生」で優勝。その場で号泣し、コーナー司会を務めていた原口あきまさの所属事務所へ入りたいと言った。この時はたくちゃんと名乗っていた。最初は普通のものまねをしていたが、2007年頃から芸能人のアゴだけを真似るという「アゴモノマネ」で有名に。アゴモノマネを始めるきっかけとなったのは、「物真似を練習していたら、顔の他の部分は全然違うのに口元だけが（長瀬智也と）似ていると気が付いた」ということだった。その後の取材では執念により完成したのが似顔絵を使用したアゴまねということを語る[16]。また、すぐに人のアゴを見てしまうという癖からもきているという。
- 同じ事務所所属の春日俊彰（オードリー）が発する「春日語」で、「HEY！たくちゃん」とは「お疲れさま」の意味とされている[17]。

## 出演

### テレビ
- ものまねバトルシリーズ（日本テレビ系、2005年10月3日初出演、2006年3月22日「ものまねスター誕生」コーナーで優勝）
- エンタの神様（日本テレビ系、2007年2月17日） キャッチコピーは「ものまね界の風雲児」
- 新春ゴールデンピンクカーペット（フジテレビ系、2008年1月1日） キャッチコピーは「アゴははずさないでください」
- 爆笑ホワイトカーペット（フジテレビ､2010年3月20日） キャッチコピーは「モノマネプラスα」
- 爆笑レッドカーペット（フジテレビ､2010年5月2日） キャッチコピーは「モノマネプラスα」
- BSふれあいステージ 爆笑最前線（NHK BS2/BShi）
- タケミネット（あっ!とおどろく放送局、2006年10月～2007年12月、準レギュラー）
- あいなり（GyaOジョッキー、2007年4月16日～2007年8月28日）
- 告っちゃ!（GyaOジョッキー、原口あきまさ・ハマカーンと月1で共演）
- あらびき団（TBS系列、2007年10月10日、アゴものまねを披露）
- ゲームレコードGP（MONDO21）
- MONDO GIRLSのぶっちゃけヤバくね!?（MONDO21）
- 水着巫女 ft kamisama（MONDO21）
- 大笑点（日本テレビ系）
- 夜明けのマルシェ（日本テレビ系）
- ウケウリ!!（日本テレビ）
- お笑いメリーゴーランド（TBS）
- インパクト!（フジテレビ系）
- 笑っていいとも!（フジテレビ系）
- くるくるドカン〜新しい波を探して〜（フジテレビ系）
- お笑いDynamite!（TBS、2007年12月28日） キャッチコピーは「アゴものまね師」
- ゴールドラッシュ2008〜今年こそブレイクしたい芸人が開く 新しきイロモネアの夜明け!!（TBS、2008年1月3日）
- 2時っチャオ!（TBS、2008年3月11日、アゴものまねを披露＆父親の話。）
- 九州青春銀行（RKBテレビ、2008年7月23・30日）スタジオゲスト
- タモリのボキャブラ天国 大復活祭スペシャル（フジテレビ、2008年9月28日） キャッチコピーは「孤高のアゴ真似職人」
- 爆笑一番（秋田テレビ、2009年9月18日・25日）
- ものまね新人ウォーズ（TBS、2010年10月4日）
- オンバト+（NHK総合、2010年12月10日）戦績1勝1敗 最高481KB
- キャくれ家（朝日放送、2010年12月10日）
- 爆笑!ものまねウォーズ（TBS、2011年1月2日、3月30日、10月20日）
- 〜あらゆる世界を見学せよ〜潜入!リアルスコープ（フジテレビ、2011年5月7日）
- ケイダッシュステージの殴るなら殴れ!!（2011年7月20日開始、ニコジョッキー）
- おはスタ（テレビ東京、2013年9月11日・11月13日・2014年1月6日、ひなこ姫を起こせ!に出演）
- オールスター後夜祭（2018年10月7日[18]、2019年4月7日[19]、TBS）

### ラジオ
- HEY!たくちゃんのやる気マンマンラジオ（エフエム浦和、月曜日14:00 - 15:55）現在2010年8月からは月曜日20：00～20：54
- HEY!たくちゃんのON THE RADIO（エフエム浦和、月曜日23:00 - 24:00）2010年7月終了

### WEB番組
- HEY!たくちゃんの「全部クソやな!」（2024年3月19日 - 、鳥越アズーリFM）※インターネットTV型ラジオ

### 映画
- ロバマン（2019年）[20]
- 三大怪獣グルメ（2020年）- 鬼そば藤谷のオーナー 役[21]

### CM
- 雪国まいたけ「雪国やさい革命」 - はなわと共演。映画監督に扮して「カット!」という内容のバージョンに出演。

## ものまねレパートリー
本人曰く、レパートリーの数は108。
顔まね＋声まね
- 山寺宏一（本人と同じ美容室に行っていたことがある。）
- 吉田照美（「吉田照美のやる気MANMAN!」で2006年の8月に夏休みをとった吉田の代役を務めた。2010年5月21日放送のNHK BShiの「ザ☆スター」など多数の番組で共演。）
- 松山千春
- 武田鉄矢
- 八嶋智人
- 生瀬勝久
- 佐野史郎
- 仲本工事
- 藤森慎吾
- 三池崇史
- 軽部真一
- 野田義治
- 尾木直樹
- 金子哲雄
- テレンス・リー
- クリス松村
- 落合福嗣
- 城島健司
- 前原誠司
- 森本レオ
- 春風亭昇太

アゴまね
- 長瀬智也
- 城島茂
- 風間俊介
- 八乙女光
- 井筒和幸
- 田村正和
- 水谷豊
- タモリ
- 竹中直人
- 役所広司
- 佐藤隆太
- 大泉洋
- 彦摩呂
- 山田五郎
- 内館牧子
- 朝青龍
- 白鵬
- 高砂親方
- 放駒親方
- 石川遼
- 荒川静香（本人公認）
- 亀田史郎
- 亀田興毅
- 亀田大毅
- 亀田和毅
- 金平桂一郎
- 内藤大助
- アントニオ猪木
- 星野仙一
- 野村克也
- 原辰徳
- 萩本欽一
- 所ジョージ
- 内村光良
- 浜田雅功ダウンタウンDX内で本人の前で披露
- 松本人志ダウンタウンDX内で本人の前で披露
- 東野幸治
- 千原せいじ
- 千原ジュニア
- 伊集院光
- イジリー岡田
- 寺門ジモン
- 宮川大輔
- 有田哲平
- 上田晋也
- 日村勇紀
- 山崎弘也
- 柳原可奈子
- 三遊亭圓楽
- 林家木久扇
- 加藤鷹
- 細木数子
- IKKO
- マツコ・デラックス
- 小雪
- みのもんた
- 小倉智昭
- 小泉純一郎
- 安倍晋三
- 福田康夫
- 麻生太郎
- 枝野幸男
- 野田佳彦
- バラク・オバマ
- アインシュタイン（舌まね）

声まね
- 『サザエさん』のキャラクター
- 『ちびまる子ちゃん』のキャラクター
- 『ドラゴンボールZ』のキャラクター
- 『ヤッターマン』のキャラクター
- 『アンパンマン』のキャラクター
- 『笑ゥせぇるすまん』のキャラクター
- 嘉門タツオ
- 藤村俊二
- 三宅裕司
- 高橋克実
- 秋野太作
- 西村まさ彦
- 小日向文世
- 立川談志
- 立川志の輔
- 中山秀征
- 肥後克広
- 有野晋哉
- 村田渚
- 宮根誠司
- 井上公造
- 小俣雅子
- 平泉成
- 滝口順平

歌まね
- 秋川雅史
- クリスタルキング
- 影山ヒロノブ
- 串田アキラ
- 佐藤弘道
- 鈴木雅之
- 谷村新司
- 福山雅治

顔まね
- 西脇綾香

ほか